# Ai Shibata
Ai Shibata (柴田 亜衣, Shibata Ai), née le 14 mai 1982, est une nageuse japonaise, championne olympique sur 800 m nage libre — devant la Française Laure Manaudou — lors des Jeux olympiques d'Athènes en 2004.

## Biographie
En 2001, elle intègre l'Université d'éducation physique de Kanoya.

## Palmarès

### Jeux olympiques
- Jeux olympiques d'été de 2004 à Athènes (Grèce) :
  -  Médaille d'or sur le 800 m nage libre.

### Championnats du monde
- Championnats du monde 2005 à Montréal (Canada) :
  -   Médaille d'argent sur le 400 m nage libre.
  -  Médaille de bronze sur le 800 m nage libre.
- Championnats du monde 2007 à Melbourne (Australie) :
  -  Médaille de bronze sur le 400 m nage libre.
  -  Médaille de bronze sur le 1 500 m nage libre.